# Epiphora sudanica
Epiphora sudanica är en fjärilsart som beskrevs av Le Cerf 1917. Epiphora sudanica ingår i släktet Epiphora och familjen påfågelsspinnare. Inga underarter finns listade i Catalogue of Life.